# Niccolò Malermi
Niccolò Malermi (auch genannt Nicholas Malerba, Malherbi oder Manerba) (* nach 1422 in Venedig oder im Veneto; † 1481) war ein italienischer Mönch, ein Kamaldulenser. Malermi ist der Autor der sogenannten Malermi-Bibel, der ersten Übersetzung der Vulgata ins Italienische.

## Leben

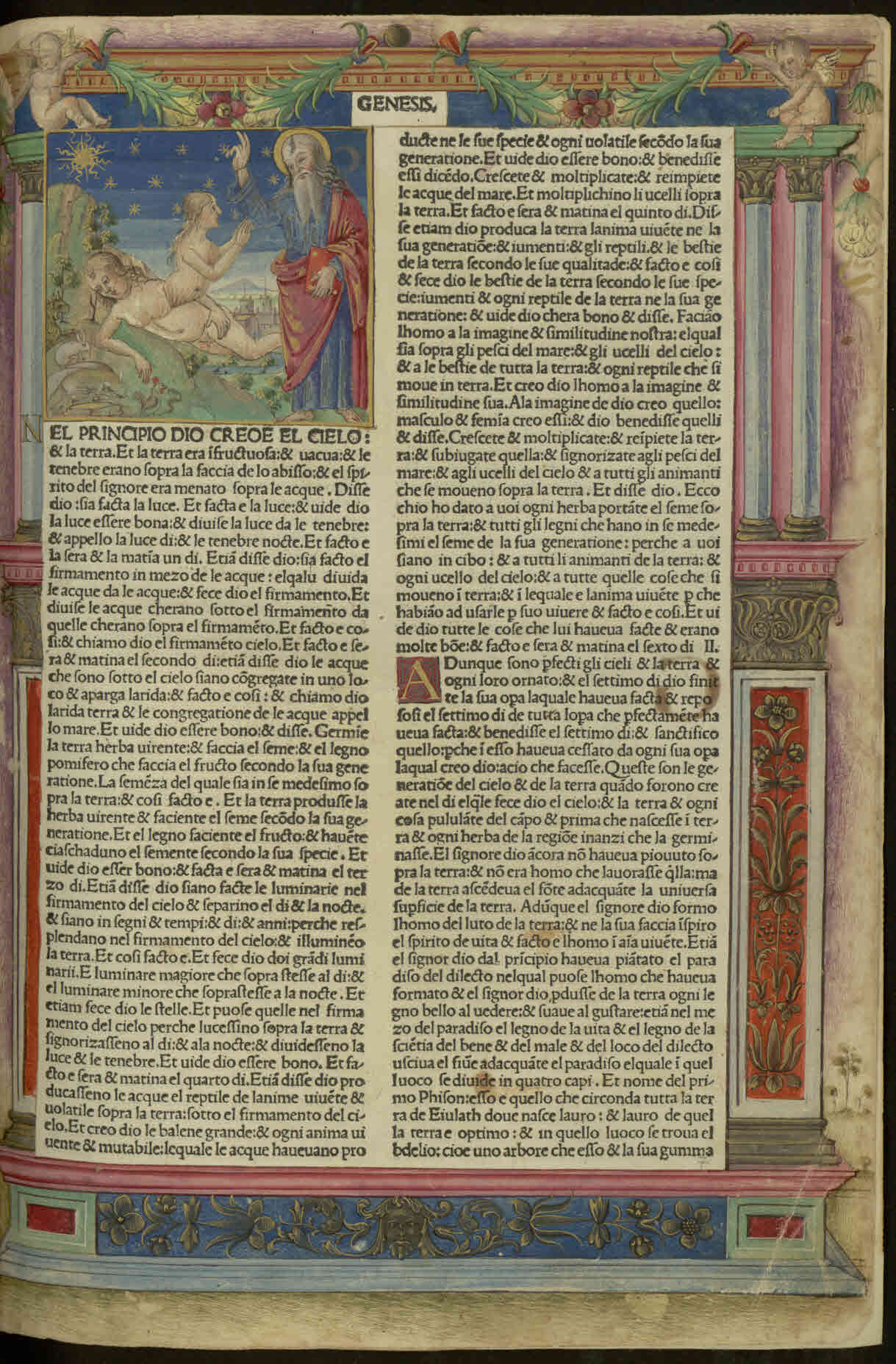
Die Bibel von Malermi, Ausgabe 1487

Über Malermis Herkunft, seine Kindheit und Jugend und seine Ausbildung gibt es so gut wie keine historischen Quellen. Malermi trat 1470 in den Orden der  Kamaldulenser ein, 1480 war er Abt des Klosters San Michele di Lerma bei Classe in der Nähe von Ravenna. 1481 hielt er sich in Murano auf – möglicherweise im Kloster San Mattia oder im Kloster San Michele di Murano –, wo er eine Historia, eine Geschichte des Klosters verfasst haben soll, von der kein Exemplar erhalten ist.
Seinen Platz in der Literaturgeschichte Italiens hat er als erster Übersetzer der Bibel ins Italienische sowie der Legenda Aurea des Jacobus de Voragine aus dem Lateinischen ins Italienische.

### Die Malermi-Bibel
1471 brachte in Venedig Wendelin von Speyer (Wendelin de Spira) Malermis erste Bibelübersetzung in italienischer Sprache heraus. Grundlage bildete die Vulgata sowie möglicherweise eine frühe Übersetzung ins Provenzalische. Nach eigenen Angaben hat Malermi die Übersetzung innerhalb von acht Monaten fertiggestellt. Als Berater in technisch-typografischen und theologischen Fragen werden der Franziskaner Fra Lorenzo da Venezia und der Alexandriner Humanist Gerolamo Squarzafico genannt.
In der Erstausgabe von 1471 ist ein Brief Malermis an Fra Lorenzo enthalten, in dem er sich über die Gründe und die Methode seiner Übersetzung äußert. Er habe die Bibel Wort für Wort (da parola a parola) übertragen. Mit seiner Übersetzung der Bibel in die Volkssprache wende er sich an alle Menschen, die die Bibel jetzt auch ohne Lateinkenntnisse lesen könnten.  Die Psalmen sind mit einem kurzen theologischen Kommentar versehen, der sich auf die commentaria in Psalmos Davidicos des Karmeliten Michele Aiguani da Bologna stützt.
Acht Monate später erschien bei Nicolas Jenson in Venedig eine zweite italienische Bibelübersetzung, ohne Angabe des Übersetzers, die allerdings in weiten Teilen Malermis Fassung folgt. Während es bei der einen Jenson-Ausgabe blieb, war Malermis Übersetzung ein großer Publikumserfolg. Ab dem gleichen Jahr bis 1567 erschienen über 30 Ausgaben. Auch Michelangelo besaß eine Malermi-Bibel, die er beim Ausmalen der Sixtinischen Kapelle zu Rate zog.
Ausgaben (Auswahl)
- 1471 Erstausgabe, Venedig: Wendelin de Spira
- 1487 Venedig: Johannes Rubeus Vercellensis für Tommaso Trevisano
- 1490 Ausgabe mit 360 Holzschnitten; Venedig: Giovanni Ragazzo für Lucantonio Giunta
- 1494 Venedig: Johannes Rubeus Vercellensis für Lucantonio Giunta
- 1887–1892: Kritische Ausgabe, 10 Bände. Hrsg. von Carlo Negroni. Bologna: Romagnoli

### Legenda Aurea
Gemessen an der Zahl der Nachdrucke war Malerbis Übersetzung der Legenda Aurea ein ebensogroßer Publikumserfolg. Der Erstausgabe folgten in kurzen zeitlichen Abständen in Venedig mehrere Nachdrucke aus unterschiedlichen venezianischen Offizinen, u. a. bei Matteo Capcasa, Bartholomaeus de Zanis sowie in Mailand bei Uldericus Scinzenzeler.
Ausgaben (Auswahl)
- Erstausgabe 1475. Legende di tutti li sancti et le sante dalla Romana sedia accetato et honorati. Tradotto dal latino di Jacopo di Vorangine Per N. Manerbi. Venedig: Jenson [1475].
- 1477 Legenda aurea italienisch. Venedig:Gabriele di Pietro.
- 1492 Legenda aurea sanctorum, sive Lombardica historia. Legendario di Sancti. Venedig: Matteo Capcasa.
- 1499 Legenda aurea, italienisch. Venedig: Bartholomaeus de Zanis.